# Крылов, Геннадий Васильевич
Геннадий Васильевич Крылов (13 марта 1950 — 4 августа 1996) — советский хоккеист, нападающий, двукратный чемпион СССР, мастер спорта СССР международного класса.

## Биография
Геннадий Крылов начинал играть в хоккей в 1961 году в московском спортивном клубе «Серп и молот».
В 1966—1978 годах Крылов выступал за команду «Спартак» (Москва), забросив 97 шайб в 372 матчах чемпионата СССР (по другим данным — 87 шайб в 348 матчах). За это время в составе своей команды он два раза (в 1969 и 1976 годах) становился чемпионом СССР, один раз (в 1970 году) — серебряным призёром и два раза (в 1972 и 1975 годах) — бронзовым призёром чемпионата СССР. В «Спартаке» его партнёрами по тройке нападения в разные годы были Виктор Ярославцев, Константин Климов, Анатолий Севидов, Валерий Фоменков, Валентин Гуреев, Александр Мартынюк и Владимир Трунов.
В 1967 году Крылов был включён в состав юниорской сборной СССР. На проходившем в Финляндии чемпионате Европы среди юниоров 1968 года, на котором команда СССР завоевала серебряные медали, Крылов забросил 4 шайбы в 5 матчах. Через год, на проходившем в ФРГ чемпионате Европы среди юниоров 1969 года, сборная СССР завоевала золотые медали, а Крылов забросил 2 шайбы в 5 матчах. Также выступал за вторую сборную СССР по хоккею.
В 1978—1980 годах Крылов играл за команду «Локомотив» (Москва), выступавшую в первой лиги чемпионата СССР, забросил 60 шайб в 113 матчах. В 1980—1981 годах выступал за команду «Станкостроитель» (Рязань), игравшую во второй лиге чемпионата СССР.
Геннадий Крылов скончался 4 августа 1996 года. Похоронен на Кузьминском кладбище в Москве (74-й участок).

## Достижения
- Чемпион СССР по хоккею — 1969, 1976[2].
- Серебряный призёр чемпионата СССР — 1970[2].
- Бронзовый призёр чемпионата СССР — 1972, 1975[2].
- Обладатель Кубка СССР — 1970, 1971[4].
- Финалист Кубка европейских чемпионов по хоккею — 1970.
- Чемпион Европы среди юниорских команд — 1969[9][10].
- Серебряный призёр чемпионата Европы среди юниорских команд — 1968[7][8].